# Omar Marmoush
Omar Khaled Mohamed Abd Elsala Marmoush (Arabiska: عُمَر خَالِد مُحَمَّد عَبْد السَّلَا مَرْمُوش), född 7 februari 1999 är en egyptisk fotbollsspelare som spelar som anfallare för Manchester City och Egyptens landslag.